# تاهیتی ۴۰۲۲۷
سیارک ۴۰۲۲۷ (به انگلیسی: 40227 Tahiti، نامگذاری:1998SR145) چهل هزار و دویست و بیست و هفتمین سیارک کشف شده‌است که در ۲۰ سپتامبر ۱۹۹۸ کشف شد.